# Longitarsus phuketensis
Longitarsus phuketensis es una especie de insecto coleóptero de la familia Chrysomelidae. Fue descrita científicamente en 1989 por Gruev.